# 338 pr. n. št.

## Dogodki
- Filip II. Makedonski vdre v današnjo Grčijo in zavzame do tedaj neodvisna grška mesta; konec makedonsko-grške vojne.
- bitka pri Hajroneji
- ustanovitev Panhelenske zveze; razglasitev koinè eiréne.

## Smrti
- Artakserks III., perzijski kralj in faraon Egipta (* 425 pr. n. št.)